# Kendra Young
Kendra es un personaje ficticio creado por Joss Whedon e introducido por Marti Noxon para la serie de televisión, Buffy, Cazavampiros. El personaje es interpretado por Bianca Lawson. Nueve años después de la creación del personaje, Whedon le dio el apellido Young para un juego de rol y todo el material.

## Historia del Personaje
Sus padres empezaron a entrenarla como Cazadora desde una edad muy temprana. Kendra Young no sabía su propio apellido ya que estudiaba bajo las órdenes de su Vigilante, Sam Zabuto. Es "llamada" cuando Buffy Summers muere a manos del Maestro en 1997. Aunque Xander la revive, la muerte de Buffy, reactiva una segunda Cazadora, haciendo que dos Cazadoras existan. Kendra se sabe de memoria el Manual de Cazadora y conoce todas las técnicas de pelea. Tiene una estaca a la que llamó "La Puntilla". Su aparición es lo que nos da a entender que el Consejo de Vigilantes sabe identificar Cazadoras Potenciales ("¿Qué es lo mío? Primera Parte"). 
En su primer año como Cazadora, Zabuto envía a Kendra a Sunnydale después de que varios signos indicaran que un poder oscuro está a punto de aparecer allí. Kendra ve a Angel besando a Buffy con su cara de vampiro, y asume que ella también es un vampiro. Kendra aprisiona a Angel en una jaula para matarlo al amanecer, y sorprende a Buffy mientras se levanta de haber pasado una noche en la cama de Angel. Después del contacto físico, se dan cuenta de que las dos son la Cazadora (al mismo tiempo, Spike y Drusilla han contratado a un grupo de asesinos para que maten a Buffy, por lo que es una sorpresa cuando tanto Buffy como el espectador descubren que ella no es una asesina). Rupert Giles les dice que el que haya dos Cazadoras existiendo al mismo tiempo es algo sin precedentes. 
Mientras tanto, Angel es tomado inconsciente por Willy y es vendido a Spike y Drusilla. Despertando a la luz del sol, él, como la persona que convirtió a Drusilla, es usado para devolverle la salud a Drusilla. El grupo llega entonces para liberar a Angelus, y Kendra regresa a su ciudad con un recuerdo de Buffy. 
Kendra regresa en 1998 cuando su Vigilante le informa que Acathla abrirá su boca y absorberá el mundo hacia el Infierno. Zabuto le da a Kendra una espada, que Kendra pasa a Buffy después de que la sorprendiera mientras patrulla. Kendra ayuda al grupo a proteger a Willow Rosenberg mientras realiza el Ritual de Restauración. Drusilla y sus vampiros lacayos llegan a la biblioteca para detener el intento de restaurarle el alma a Angel y después de una breve pelea, Drusilla hipnotiza a Kendra y le corta el cuello, matándola ("La Transformación, Primera Parte"). Después de la muerte de Kendra, Faith es "llamada" como Cazadora en Boston.

## Poderes y Habilidades
J.P. Williams dice, desde la perspectiva del Consejo de Vigilantes que Kendra es "una Cazadora prácticamente perfecta: solemne, respetuosa y eficiente, potencialmente fuerte, guapa y atenta". Ha sido entrenada en el uso de todas las armas, como espadas, cuchillos y hachas; y aunque no tiene mucha experiencia en el campo de batalla, posee más información de libros sobre cazar que Buffy (de su Vigilante y la Guía de Cazadora-un libro que Giles pensó que no tenía sentido darle a Buffy). A diferencia de Buffy, Kendra ejerce su poder "exactamente como sus superiores le ordenan". Sin embargo, la tendencia de Kendra de seguir órdenes sin vacilar, significa que tiene una falta de autonomía y es fácilmente hipnotizada por Drusilla. Jana Riess dijo que la muerte de Kendra ocurrió porque "ella siempre obedecía sin preguntar y no reforzaba su mente y su espíritu descubriendo su propia y único destino". Irónicamente, la reacción inicial de Kendra de la insistencia de Buffy de hacer las cosas a su manera en vez en vez de seguir órdenes, fue como una recriminación "No me extraña que murieras" ("¿Qué es lo mío? Segunda Parte").